# Thorigné
Thorigné ist eine Commune déléguée in der französischen Gemeinde Aigondigné mit 1.214 Einwohnern (Stand: 1. Januar 2022) im Département Deux-Sèvres in der Region Nouvelle-Aquitaine. Die Einwohner werden Thorignéens genannt.
Die Gemeinde Thorigné wurde am 1. Januar 2017 mit Mougon zur Commune nouvelle Mougon-Thorigné zusammengeschlossen, die ihrerseits am 1. Januar 2019 mit weiteren Gemeinden zur Commune nouvelle Aigondigné zusammengeschlossen wurde. Thorigné hat seit dem 1. Januar 2017 den Status einer Commune déléguée. Die Gemeinde Thorigné gehörte zum Arrondissement Niort und zum Kanton Celles-sur-Belle.

## Geographie
Thorigné liegt etwa 16 Kilometer ostsüdöstlich von Niort am Lambon, der die nördliche Gemeindegrenze bildete. Umgeben wurde die Gemeinde Thorigné von den Nachbargemeinden Aigonnay im Norden, Prailles im Nordosten, Beaussais-Vitré im Osten, Celles-sur-Belle im Osten und Südosten, Sainte-Blandine im Süden sowie Mougon im Westen.

## Bevölkerungsentwicklung
| Jahr                      | 1962 | 1968 | 1975 | 1982 | 1990 | 1999 | 2006  | 2013  |
| Einwohner                 | 681  | 641  | 642  | 843  | 914  | 997  | 1.142 | 1.288 |
| Quelle: Cassini und INSEE |      |      |      |      |      |      |       |       |